# يوكو سانو
يوكو سانو (باليابانية: 佐野洋子) (28 يونيو 1938، بكين في الصين - 5 نوفمبر 2010)؛ كاتِبة مُتخصِّصة في أدب الأطفال وروائية يابانية.